# 藥研藤四郎
藥研藤四郎（日語：薬研藤四郎；平假名：やげんとうしろう），是日本鎌倉時代由刀匠粟田口吉光所鍛造的短刀，又名藥研通吉光，刃長八寸三分（有一說為九寸五分），鞘長一尺一寸五分。

## 名稱由來
明應二年(1493年)四月九日，畠山政長遭逢明應之變，在河內正覺寺被包圍，拿出最珍愛的短刀意欲切腹自殺，但經多次嘗試後卻無法刺穿自己的腹部，一怒之下將短刀丟向牆角的藥研(搗藥草和藥石的鐵質工具)，短刀卻將藥研刺穿了，因而得名「藥研藤四郎」。也有了「藤四郎吉光的短刀，鋒利拔群卻不會讓主人切腹自盡」的說法。

## 經歷
- 於《明德記》中曾有記載，最初為將軍足利義滿的佩刀。
- 室町時代末期，成為畠山政長的佩刀。
- 畠山政長死後，藥研藤四郎又回歸足利家第十三代將軍足利義輝手中，永祿八年（1565年）發生「永祿之變」，足利義輝被臣下大和國大名松永久秀刺殺，其死後藥研藤四郎與骨喰藤四郎等刀，落入松永久秀手中。
- 元龜四年（1573年），松永久秀將藥研藤四郎獻給織田信長，信長非常喜愛此刀，經常將它帶在身邊，因此藥研藤四郎經歷過很多大大小小的戰爭。

## 下落
天正十年（1582年），發生「本能寺之變」，織田信長在大火之中葬命，在《享保名物帳》中記載，藥研藤四郎在本能寺之變中被燒毀，此後關於藥研藤四郎的下落便眾說紛紜。
另一說是藥研並沒有被燒毀，而是在被豐臣秀吉回收之後被豐臣秀賴秘密收藏了。因在豐臣秀吉的家臣，刀劍鑑定師本阿彌光德所著的《光德刀繪圖集成》（文祿四年版本，又稱太閤御物刀繪圖）中重新出現了藥研藤四郎的身影。
在《德川實記》中記載，元和元年（1615年）大阪陷落後，藥研藤四郎被一個農民撿到後以百金作為交換給了德川家康。此後有一說法為，藥研藤四郎被列為御讓七寶之一，與宗三左文字一同，於德川家康去世前被傳給繼承人德川秀忠，秀忠又以同樣的方式傳給了繼承人德川家光。至此之後，便再無關於藥研下落的線索，明歷大火後，德川家燒失名錄中也沒有其相關的記載。目前可以確定的是，現在已經找不到藥研藤四郎的蹤跡了。

## 复原
2016年冬，现代刀匠水木良光受委托，于2017年夏开始复原这把刀。